# Maseno
Maseno är en ort i Kenya. Den ligger i länet Kisumu, i den västra delen av landet, 280 km nordväst om huvudstaden Nairobi. Maseno ligger 1 558 meter över havet och antalet invånare är 2 199.
Terrängen runt Maseno är kuperad söderut, men norrut är den platt. Maseno ligger uppe på en höjd. Runt Maseno är det tätbefolkat, med 476 invånare per kvadratkilometer. Närmaste större samhälle är Yala, 14,0 km nordväst om Maseno. Omgivningarna runt Maseno är en mosaik av jordbruksmark och naturlig växtlighet.